# كوبان إمبيريال
كوبان إمبيريال (بالإسبانية: Cobán Imperial)‏ هو نادي كرة قدم غواتيمالي تأسس في 1924 ، يقع مقره الرئيسي في كوبان، غواتيمالا، ويلعب في دوري غواتيمالا لكرة القدم.